# Чилийская социалистическая партия
Чилийская социалистическая партия (исп. Partido Socialista Chileno) — чилийская политическая партия-спойлер конца 1980-х. Позиционировалась как левоцентристская демосоциалистическая, но реально поддерживала военный режим генерала Пиночета.

## Расколы в партии Альенде
11 сентября 1973 в Чили произошёл военный переворот. Было свергнуто правительство Сальвадора Альенде, президент Альенде погиб при штурме Ла-Монеды. Левые партии Народного единства подверглись жёстким репрессиям. При правлении военной хунты Социалистическая партия Чили (СПЧ) могла существовать только в подполье и в эмиграции. Важная политическая база СПЧ находилась в ГДР.
На рубеже 1970—1980-х в СПЧ произошли расколы. Радикальное крыло возглавлял Клодомиро Альмейда, более умеренное — Карлос Альтамирано. Противоречия обострились в 1980 году из-за Афганской войны. Радикальные марксисты, особенно сторонники Альмейды, поддержали СССР — по идеологической близости либо по зависимости от Советского блока. Но некоторые деятели партии Альтамирано осудили советское вторжение. Во главе этой группы стали активисты молодёжной организации СПЧ Карлос Морага и Эдуардо Алессандри, находившиеся в эмиграции.

## «Социалисты за Пиночета»
В конце 1980 съезд СПЧ исключил из партии Морагу и Алессандри. В 1981 году Морага и его сторонники учредили Социалистический фронт (FS). Идеология FS основывалась на наследии основателя СПЧ Мармадуке Грове и традиции Социалистической Республики Чили 1932 года.
Карлос Морага перебрался из ФРГ в Чили с подложными документами на имя Алехандро Веласко. Он установил связь с профсоюзной Конфедерацией частных служащих, оказывал профобъединению юридические услуги. Был арестован тайной полицией СЕНИ за нелегальный въезд в страну. На суде его защищал известный адвокат Альфредо Овалье, связанный с бывшим членом хунты генералом Густаво Ли, фрондировавшим против Пиночета. Вскоре Морага был освобождён.
Карлос Морага получил возможность легальной деятельности во главе FS. В 1986 году FS был преобразован в Аутентичную социалистическую партию (PSA). Обе организации позиционировались как левая оппозиция, выступали под лозунгами демократического социализма. Морага выражал симпатии к итальянскому правому социалисту Беттино Кракси. Важное место в доктрине занимали чилийский национализм и антикоммунизм. Программа прямо запрещала союзы с тоталитарными силами, прежде всего Коммунистической партией Чили.
Организации Мораги декларировали оппозиционность. Но в конкретных вопросах они занимали сторону военного режима Аугусто Пиночета. Особенно это касалось антикоммунистической составляющей. FS и SPA обращались в основном к рабочему классу и рядовым служащим, убеждая сотрудничать с властями. Это обращение не имело серьёзного успеха — наёмные работники, лояльные пиночетовскому режиму, обычно придерживались правых взглядов и не интересовались социалистической риторикой. Однако создавалось положительное для хунты впечатление широкой политической поддержки, включающей даже социалистов.
Противники Мораги утверждают, будто он являлся информатором СЕНИ и агентом военной разведки. Документальных доказательств эти обвинения не имеют. Сам Морага никогда их не признавал и указывал на связи своих критиков с восточногерманской Штази.

## Учреждение партии и электоральное поражение
В 1987 году хунта разрешила создание политических партий. 23 сентября 1987 в Избирательной службе была зарегистрирована Чилийская социалистическая партия (PSC). Декларация принципов определяла партию как «объединение городских и сельских трудящихся, работающих за зарплату, а также интеллектуалов, пенсионеров, мелких предпринимателей, признающих социализм гуманистической и демократической концепцией». Партия предлагала обобществление средств производства и техническое планирование, но при соблюдение прав человека и демократических свобод. Категорически отвергались тоталитарные притязания государства. Символика партии совпадала с эмблемой СПЧ: арауканский топор, белый контур Южной Америки, красный фон, либо красный контур на белом фоне. Этот факт воспринимался как присвоение логотипа и тоже создавал конфликты
Первым президентом PSC был Карлос Морага. Через полгода он перешёл на пост генерального секретаря. Президентами партии в разное время являлись Химена Оррехо Монтес, Гуидо Брисеньо Перес, Эрнан Моралес Графиас. Реальное лидерство оставалось при этом за Морагой.
Основная политическая борьба завязалась вокруг электорального цикла 1988—1990 годов. На чилийском национальном плебисците 5 октября 1988 PSC призвала портить бюллетени — что однозначно воспринималось как «Да» — то есть за Пиночета, за продление его президентства. На конституционном референдуме 30 июня 1989 Чилийская соцпартия была одной из двух (наряду с откровенно правой Партией Юга) призывавших голосовать против демократических поправок к Конституции 1980 года. В обоих случаях PSC противоречила собственным идеологическим установкам, зато поддерживала Пиночета и его режим.
Но на референдуме 1988 большинство чилийских избирателей ответили «Нет», на референдуме 1989 — «Да». На 14 декабря 1989 были назначены президентские и парламентские выборы. Чилийская соцпартия выступала за президентскую кандидатуру Пиночета. После его отказа баллотироваться PSC выдвигала Пабло Родригеса — основателя ультраправой Родины и свободы. Этот план также не удался, и в итоге партия Мораги поддержала Франсиско Хавьера Эррасуриса Талаверу — предпринимателя с авантюрной репутацией, с которым Морага имел деловые связи. Эррасуриос Талавера занял третье место из трёх кандидатов.
На парламентских выборах PSC блокировалась с правоцентристской Либеральной партией. Была создана коалиция Чилийские либерал-социалисты. За PSC проголосовали лишь 10398 избирателей — 0,15 % в палату депутатов и 4254 избирателя в сенат — 0,06 %. Партия не получила ни одного мандата в национальном конгрессе.

## «Политический Франкенштейн»
9 мая 1990 PSC была распущена, так как не представила необходимого для подтверждения регистрации количества членов. Лидеры и активисты примкнули к правопопулистскому национал-либеральному Прогрессивному союзу центристского центра во главе с Эррасурисом Талаверой. Впоследствии Карлос Морага участвовал в создании консервативной социал-христианской Независимой региональной партии (PRI) и в 2006—2008 был её президентом.
Чилийская соцпартия обычно рассматривается как своеобразный казус, «политический Франкенштейн с военным маршем в виде партийного гимна». В то же время Карлос Морага считается интересной политической фигурой — «самым опасным политическим махинатором», прошедшим «от альендизма через европейское изгнание и обновлённый социализм к пиночетизму и оттуда к невообразимой карусели PRI». После ухода из PRI Морага возглавил правозащитную организацию, занятую проблемами Западной Сахары. Организация резко критикует ПОЛИСАРИО и САДР. Эта позиция воспринимается как лоббирование королевского правительства Марокко.